# Température effective
La température effective d'un corps ou d'un objet est une grandeur homogène à une température que l'on calcule à partir d'autres grandeurs, et qui serait sa véritable température s'il vérifiait certaines hypothèses.

## Aéronautique
La température effective caractérise le stress thermique. Elle est déterminée, généralement à l'aide d'un nomogramme, à partir de la température donnée par un thermomètre à réservoir humide, de celle donnée par un thermomètre à réservoir sec, et de la vitesse du vent.

## Architecture d'intérieur et domotique
La température effective est la température à l'intérieur d'une enceinte dont l'humidité relative serait de 50 % et dont les parois émettraient comme un corps noir, de telle sorte que l'occupant ressente le même confort thermique et les mêmes contraintes physiologiques, et dégage la même quantité de chaleur, que dans son environnement habituel.

## Astronomie et optique photographique
La température effective d'un objet, par exemple d'une étoile, est la température du corps noir qui émettrait le même flux d'énergie électromagnétique que l'objet. Dans le cas d'un corps incandescent la température effective se confond avec la température de couleur. Pour les sources luminescentes (lampes à décharge, lampes à LED, etc.), la température effective est nettement inférieure à la température de couleur.

## Météorologie
La température effective (ou ressentie) représente l'impression physiologique de chaud ou de froid ressentie par le corps humain. Elle est déterminée empiriquement à partir de la température réelle, de l'humidité et de la vitesse du vent. 

## Physique
En thermodynamique statistique, la température effective d'un corps est la température qu'il faut introduire dans la formule de distribution de Boltzmann pour décrire les populations relatives de deux niveaux d'énergie (que le corps soit ou non en équilibre thermique).